# Joe Odagiri
Joe Odagiri (jap. 小田切譲 Odagiri Jō; zapisywane częściej jako オダギリジョー, ur. 16 lutego 1976 w Tsuyamie) – japoński aktor, reżyser i muzyk. Rozpoznawalny z charakterystycznego, określanego często jako gotycki, wyglądu oraz ekscentrycznego stylu bycia. Znany jest również pod pseudonimem Odajoe (オダジョー Odajō), który pochodzi od jego nazwiska.

## Życiorys
Joe Odagiri urodził się w Tsuyamie w prefekturze Okayama. Po skończeniu liceum został przyjęty na Uniwersytet Kōchi, jednak ostatecznie podjął decyzję o studiach na Kalifornijskim Uniwersytecie Stanowym we Fresno. Zamierzał studiować reżyserię, ale poprzez pomyłkę w formularzu został przyjęty na kierunek aktorski.
Jego pierwszą ważniejszą rolą była rola Yūsukego Godaia, głównej postaci w serialu tokusatsu Kamen Rider Kuuga. W późniejszych latach pojawiły się plotki na temat niechęci Odagiriego do serialu, które zostały częściowo potwierdzone przez samego aktora, który w wywiadzie z 2014 przyznał, że początkowo nie lubił Kuugi, jednak został przekonany do niego przez twórców i fabułę różniącą się od tych z poprzednich serii. W późniejszych latach wystąpił między innymi u boku Zhang Ziyi w filmie Princess Racoon oraz w filmie wojennym Kang Je-gyu pod tytułem My Way. W 2015 roku zagrał główną rolę w filmie Foujita opowiadającym o malarzu Tsuguharu Fujicie.
W dniu swoich 32 urodzin Odagiri poślubił aktorkę Yuu Kashii młodszą od siebie dokładnie o 11 lat. Para miała dwójkę synów, jednak młodszy zmarł w 2015 roku.
Aktor zapisuje swoje nazwisko za pomocą katakany z uwagi na możliwość błędnego odczytania znaku jego imienia jako Yuzuru. Ponadto od czasów studiów w USA pisząc swoje imię w alfabecie łacińskim używa angielskiego imienia Joe, gdyż jest fonetycznie identyczne z Jō.

## Ważniejsze role
- Mezon do Himiko – Haruhiko
- Princess Raccoon – Amechiyo
- Tenten – Fumiya Takemura
- My Way – Tatsuo Hasegawa
- Azumi – Bijōmaru Mogami
- Kamen Rider Kuuga – Yūsuke Godai
- Sen – Jin
- Kara – Dr Takagi
- Mushishi – Ginko
- Yureru – Takeru Hayakawa
- Foujita – Tsuguharu Fujita
- Akarui Mirai – Yūji Nimura
- Scrap Heaven – Tetsu